# 対中政策に関する国会議員連盟
対中政策に関する国会議員連盟 (英: Japan Parliamentary Alliance on China)とは、中華人民共和国当局による香港特別行政区への自治介入を契機として設立された日本の対中政策について考える超党派の議員連盟。対中政策に関する列国議会連盟(IPAC)とも連携。参加議員の所属政党は、自民、立憲、国民、維新、無所属で、公明、共産、社民、れいわ、参政、日保、沖社大の所属議員はいない。
共同代表は中谷元と山尾志桜里。

## メンバー
- 有村治子
- 大西健介
- 金子恭之
- 亀井亜紀子
- 串田誠一
- 源馬謙太郎
- 斎藤健
- 櫻井周
- 高井崇志
- 滝波宏文
- 玉木雄一郎
- 寺田静
- 渡海紀三朗
- 長島昭久
- 中谷元
- 馬場伸幸
- 浜田聡
- 星野剛士
- 松原仁
- 三谷英弘
- 谷田川元
- 山田賢司
- 山田宏
- 笠浩史

## 元メンバー
- 穴見陽一（2021年に引退）
- 井上一徳（2021年に落選）
- 大西宏幸（2021年に落選）
- 下地幹郎（2021年に落選）
- 長尾敬（2021年に落選）
- 中山泰秀（2021年に落選）
- 原田義昭（2021年に落選）
- 山尾志桜里（2021年に引退）
- 藤末健三（2022年に議員辞職）
- 増子輝彦（2022年に引退）
- 柿沢未途（2024年に議員辞職）
- 奥野信亮（2024年に引退）
- 小倉將信（2024年に引退）
- 櫻田義孝（2024年に引退）
- 和田義明（2024年に落選）